# J J Allen
JJ Allen was een kleine detailhandelsgroep die in 1860 werd opgericht in Bournemouth, Dorset, Engeland. 

## Geschiedenis
Het bedrijf is in 1899 opgericht door J J Allen als meubelzaak, verhuisbedrijf en uitvaartondernemer.
Het bedrijf breidde zich uit tot een kleine keten van warenhuizen en de modeketen Chanelle and Mayron.
In de loop der tijd werden de volgende warenhuizen overgenomen: Brights in Bristol en Bournemouth in 1960; Brights & Colson in Exeter in 1960; Cavendish House in Cheltenham en Morgan Squire in Leicester in 1962.
In 1961 kocht J J Allen het warenhuis James Howell & Co in Cardiff, maar verkocht het in 1962 met aanzienlijke winst aan de Hodge-groep, geleid door Dr. Julian Hodge, een handelsbankier uit Wales.
In 1969 kocht House of Fraser J J Allen voor £ 5,3 miljoen. In 1971 kocht House of Fraser een andere warenhuisgroep, de Dingles-groep, waarna de J J Allen-winkels in het westen overgingen naar de Dingles-divisie. De overige winkels werden ondergebracht in de Harrods- divisie.
In 2007 werd de winkel omgedoopt tot House of Fraser.